# New South Wales Darts Masters
| New South Wales Darts Masters | New South Wales Darts Masters        |
| ----------------------------- | ------------------------------------ |
| Sportart                      | Darts                                |
| Organisator                   | PDC                                  |
| Turnierart                    | Einladungsturnier                    |
| Austragungsort                | WIN Entertainment Centre, Wollongong |
| Austragungszeitraum           | August                               |
| Rekordsieger                  | Jonny Clayton Rob Cross (je 1×)      |
| amtierender Sieger            | Rob Cross                            |
| Letzte Austragung             | 2023                                 |

Das New South Wales Darts Masters war ein Dartturnier, das von der Professional Darts Corporation (PDC) im Rahmen der World Series of Darts veranstaltet wurde. Der Wettbewerb wurde 2022 und 2023 in Wollongong ausgetragen. Seit 2024 wird das Turnier unter dem Namen Australian Darts Masters ausgerichtet.

## Historie
Die World Series of Darts wurde seit ihrer Erstaustragung im Jahr 2013 auch in Australien ausgetragen. Dabei fand von 2013 bis 2016 mit den Sydney Darts Masters auch bereits ein Turnier im Bundesstaat New South Wales statt.
Am 24. Februar 2020 wurde verkündet, dass mit dem neu geschaffenen New South Wales Darts Masters erstmals ein Turnier in Townsville ausgetragen werden soll. Als erster Austragungszeitraum war dabei der 14. bis 15. August 2020 geplant. Am 11. März 2020 begann dann auch der Ticketverkauf, bevor dann am 8. April 2020 bekanntgegeben wurde, dass alle australischen World Series-Turniere aufgrund der grassierenden COVID-19-Pandemie auf 2021 verschoben werden. Als neuer Austragungszeitraum war dabei der 6. und 7. August 2021 vorgesehen.
Am 7. April 2021 wurde dann seitens der PDC verkündet, dass auch in diesem Jahr keine World Series-Turniere in Ozeanien stattfinden werden. Das New South Wales Darts Masters wurde in dieser Mitteilung auf den 19. und 20. August 2022 verschoben. Hierfür startete am 5. April 2022 auch schließlich der Ticketverkauf.
Erster Sieger des Turniers wurde schließlich der Waliser Jonny Clayton.

## Format
An dem Turnier nahmen insgesamt 16 Spieler teil. Dazu zählten die Top 4 der PDC Order of Merit, vier Wildcard-Spieler und 8 lokale Qualifikanten.
Das Turnier wurde im K.-o.-System gespielt. In der ersten Runde und im Viertelfinale war der Spielmodus ein best of 11 legs, im Halbfinale wurde best of 13 legs gespielt. Das Finale wurde im best of 15 legs-Modus gespielt.

## Preisgeld
Bei dem Turnier wurden insgesamt £ 60.000 an Preisgeldern ausgeschüttet. Das Preisgeld verteilte sich unter den Teilnehmern wie folgt:
| Position (Anzahl der Spieler) | Position (Anzahl der Spieler) | Preisgeld |
| ----------------------------- | ----------------------------- | --------- |
| Gewinner                      | (1)                           | £ 20.000  |
| Finalist                      | (1)                           | £ 10.000  |
| Halbfinalisten                | (2)                           | £ 5.000   |
| Viertelfinalisten             | (4)                           | £ 2.500   |
| Achtelfinalisten              | (8)                           | £ 1.250   |
|                               |                               |           |
|                               |                               | £ 60.000  |

Da es sich um ein Einladungsturnier handelte, wurden die erspielten Preisgelder bei der Berechnung der PDC Order of Merit nicht berücksichtigt.

## Finalergebnisse
| Jahr | Austragungsort                       | Sieger        | Ergebnis | Finalist   | Sponsor   | Preisgeld | Preisgeld |
| Jahr | Austragungsort                       | Sieger        | Ergebnis | Finalist   | Sponsor   | Gesamt    | Sieger    |
| ---- | ------------------------------------ | ------------- | -------- | ---------- | --------- | --------- | --------- |
| 2022 | WIN Entertainment Centre, Wollongong | Jonny Clayton | 8 : 1    | James Wade | PalmerBet | £ 60.000  | £ 20.000  |
| 2023 | WIN Entertainment Centre, Wollongong | Rob Cross     | 8 : 1    | Damon Heta | PalmerBet | £ 60.000  | £ 20.000  |